# Santilly (Saône-et-Loire)
Santilly ist eine französische Gemeinde mit 148 Einwohnern (Stand: 1. Januar 2022) im Département Saône-et-Loire in der Region Bourgogne-Franche-Comté (vor 2016 Bourgogne). Die Gemeinde gehört zum Arrondissement Chalon-sur-Saône und zum Kanton Givry (bis 2015: Buxy). 

## Lage
Santilly liegt etwa 20 Kilometer südwestlich von Chalon-sur-Saône. Umgeben wird Santilly von den Nachbargemeinden Saint-Boil im Norden, Messey-sur-Grosne im Nordosten, La Chapelle-de-Bragny im Osten und Südosten, Sercy im Süden sowie Saint-Gengoux-le-National im Westen.

## Bevölkerung
| Jahr                      | 1962 | 1968 | 1975 | 1982 | 1990 | 1999 | 2006 | 2011 | 2016 |
| ------------------------- | ---- | ---- | ---- | ---- | ---- | ---- | ---- | ---- | ---- |
| Einwohnerzahl             | 148  | 120  | 111  | 130  | 109  | 107  | 134  | 143  | 136  |
| Quelle: Cassini und INSEE |      |      |      |      |      |      |      |      |      |

## Sehenswürdigkeiten
- Kirche Saint-Victor aus dem 12. Jahrhundert

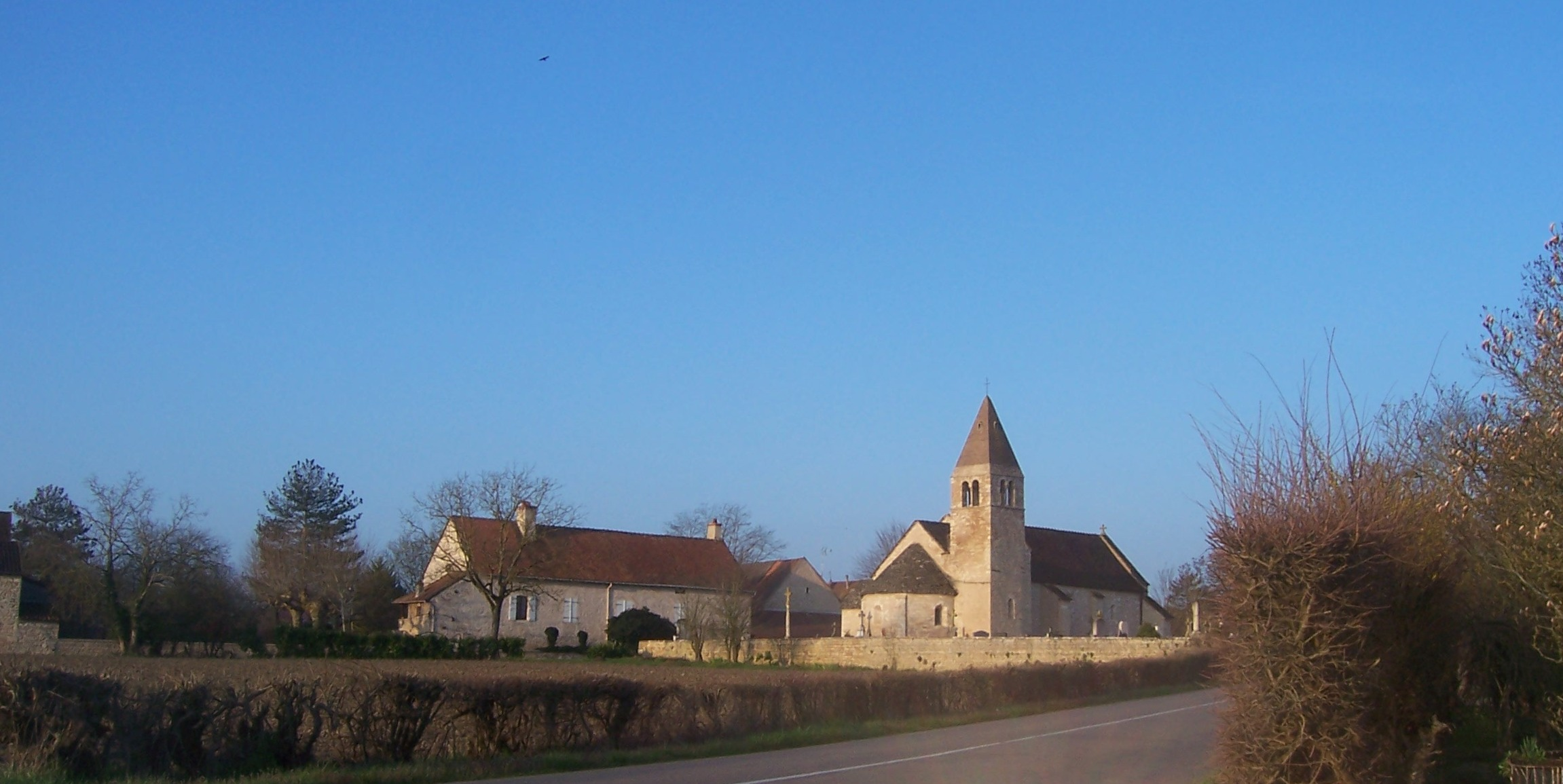
Kirche Saint-Victor